# George Crowe
George Daniel Crowe (Whiteland, 22 marzo 1921 – Rancho Cordova, 18 gennaio 2011) è stato un giocatore di baseball e cestista statunitense, professionista nella MLB e nella NBL.